# نادي ترمي
نادي ترمي الرياضي هو فريق كرة قدم عراقي مقره في قضاء تلعفر، نينوى، يلعب في الدوري العراقي الدرجة الثالثة.

## روابط خارجية
- نادي ترمي على Goalzz.com
- أندية العراق - تواريخ التأسيس